# Agathis australis
Agathis australis, splošno znan po maorskem imenu kauri (izgovarja se ['kɑːʉɾi]), je iglavec iz družine Araucariaceae, ki ga najdemo severno od 38° J v severnih regijah Severnega otoka Nove Zelandije.
To je največja (po prostornini), vendar ne najvišja vrsta drevesa na Novi Zelandiji, ki zraste do 50 m visoko v nastajajoči plasti nad glavno krošnjo gozda. Drevo ima gladko lubje in majhne ozke liste. Drugi pogosti imeni, po katerih A. australis ločimo od drugih članov vrste Agathis, sta južni kauri in novozelandski kauri.
S svojo novo interakcijo s prstjo in vzorcem regeneracije lahko tekmuje s hitreje rastočimi kritosemenkami. Ker gre za tako vidno vrsto, je gozd s kaurijem na splošno znan kot kaurijev gozd, čeprav ni nujno, da je kauri najbolj razširjeno drevo. V toplejšem severnem podnebju imajo kauri gozdovi večjo vrstno raznolikost kot tisti južneje. Kauri delujejo celo kot temeljna vrsta, ki spreminja zemljo pod svojo krošnjo, da ustvari edinstvene rastlinske skupnosti.

## Etimologija
Maorsko ime izhaja iz protopolinezijskega *kauquli, samoanske ebenovine ali Diospyros samoensis.

## Taksonomija
Škotski botanik David Don je vrsto opisal kot Dammara australis.
Agathis izhaja iz grščine in pomeni 'klobčič vrvice', kar se nanaša na obliko moških storžev, ki so znani tudi pod botaničnim izrazom strobili.
Australis pomeni 'južni'.

## Opis
Mlada rastlina raste naravnost navzgor in ima obliko ozkega stožca z vejami, ki segajo po dolžini debla. Ko pa pridobiva na višini, najnižje veje odpadejo in preprečijo vzpenjanje trte. Do zrelosti vrhnje veje tvorijo mogočno krošnjo, ki izstopa nad vsemi drugimi avtohtonimi drevesi in prevladuje v gozdni krošnji.
Luščeče lubje drevesa kauri ščiti pred parazitskimi rastlinami in se nabira okoli dna debla. Na velikih drevesih se lahko nabere do višine 2 m ali več. Kauri ima navado oblikovati majhne grude ali zaplate, raztresene po mešanih gozdovih.
Kaurijevi listi so 3 do 7 cm dolgi in 1 cm široki, žilavi in usnjati, brez srednje žile; na steblu so razporejeni v nasprotnih parih ali po tri vijuge. Semenski storži so kroglasti, premera 5 do 7 cm in dozorijo 18 do 20 mesecev po oprašitvi; semenski storži ob zrelosti razpadejo, da se sprostijo krilata semena, ki jih nato veter raznese. Eno drevo proizvede tako moške kot ženske semenske storžke. Oploditev semen poteka z opraševanjem, ki ga lahko poganja cvetni prah istega ali drugega drevesa.

### Velikost
Agathis australis lahko doseže višino od 40 do 50 metrov in premer debla, ki je dovolj velik, da se lahko kosa s kalifornijsko sekvojo z več kot 5 metri. Največja drevesa kauri niso dosegla tolikšne višine ali obsega pri tleh, vendar vsebujejo več lesa v svojih valjastih deblih kot primerljive sekvoje s svojimi zoženimi stebli.
Največji zabeleženi primerek je bil znan kot The Great Ghost in je rasel v gorah ob izlivu potoka Tararu, ki se izliva v Zaliv Hauraki / Tīkapa Moana severno od izliva reke Waihou (Temza). Zgodovinar iz Temze Alastair Isdale pravi, da je imelo drevo premer 8,54 metra in obseg 26,83 metra. Okoli leta 1890 ga je požrl požar.
Drevo kauri v Mill Creeku, Mercury Bay, znano kot Father of the Forests (oče gozdov), je bilo v zgodnjih 1840-ih izmerjeno na 22 metrov v obsegu in 24 metrov do prvih vej. Zabeleženo je bilo, da ga je v tem obdobju uničila strela.
Drugo ogromno drevo, Kairaru, je imelo obseg 20,1 metra in stebričasto deblo brez vej 30,5 metrov, kot je leta 1860 izmeril nadzornik Crown Lands, Henry Wilson. Bilo je na hribu Mt Tutamoe približno 30 km južno od [Waipoua Forest blizu Kaihauja. Uničeno je bilo v 1880-ih ali 1890-ih, ko je območje zajel niz ogromnih požarov.
Na drugih območjih so opazili druga drevesa, veliko večja od živih kaurijev. Na območjih, kot je Billygoat Track nad dolino Kauaeranga blizu Temze, se včasih pojavljajo govorice o štorih do 6 metrov. Vendar za to ni dobrih dokazov (npr. dokumentirana meritev ali fotografija z osebo za merilo).
Glede na to, da je bilo približno 1900-ih uničenih več kot 90 odstotkov površine gozda kauri, ki je stal pred letom 1000 n. št., ni presenetljivo, da so nedavni zapisi o manjših, a še vedno zelo velikih drevesih. Med tropskimi nevihtami v 1970-ih sta padla dva velika kaurija. Eden od teh je bil Toronui v gozdu Waipoua. Njegov premer je bil večji od premera Tāne Mahuta in njegovo čisto steblo večje od premera Te Matua Ngahere, po gozdarskih meritvah pa je bil največji. Drugo drevo, Kopi, v gozdu Omahuta blizu stoječega Hokianga kauri, je bilo tretje največje z višino 56,39 metra in premerom 4,19 metra. Padlo je leta 1973. Kot mnogi starodavni kauriji sta bili obe drevesi delno votli.

## Stopnja rasti in starost
Na splošno se v življenjski dobi drevesa stopnja rasti nagiba k povečanju, doseže maksimum in nato upada. Študija iz leta 1987 je izmerila povprečno letno povečanje premera od 1,5 do 4,6 mm na leto s skupnim povprečjem 2,3 mm na leto. To je enakovredno 8,7 letnih obročev na centimeter jedra, kar naj bi bila polovica običajno navedene številke za stopnjo rasti. Ista študija je odkrila le šibko povezavo med starostjo in premerom. Rast kaurija v zasajenih in drugoraslih naravnih gozdovih je bila pregledana in primerjana med razvojem modelov rasti in donosa za vrsto. Ugotovljeno je bilo, da imajo kauriji v zasajenih gozdovih do 12-krat večjo produktivnost kot tisti v naravnih sestojih iste starosti.
Posamezniki v istem razredu s premerom 10 cm se lahko razlikujejo po starosti za 300 let in največji posameznik na katerem koli določenem mestu pogosto ni najstarejši. Drevesa lahko običajno živijo več kot 600 let. Mnogi posamezniki verjetno presegajo 1000 let, vendar ni prepričljivih dokazov, da so drevesa lahko starejša od 2000 let. Z združevanjem vzorcev drevesnih obročev iz živih kaurijev, lesenih stavb in ohranjenega močvirnega lesa je bila ustvarjena dendrokronologija, ki sega 4500 let nazaj, kar je najdaljši zapis drevesnih obročev o preteklih podnebnih spremembah na južni polobli. En 1700 let star kauri iz močvirnega lesa, ki je star približno 42.000 let, vsebuje drobna nihanja ogljika-14 v svojih obročih, ki so lahko odraz najnovejšega obrata magnetnega polja Zemlje.

## Medsebojno delovanje koreninske strukture in tal
Eden od odločilnih vidikov edinstvene ekološke niše drevesa kauri je njegov odnos s prstjo pod njim. Podobno kot Podocarpaceae se prehranjuje v organski stelji blizu površine zemlje s finimi koreninskimi dlakami. Ta plast prsti je sestavljena iz organske snovi, pridobljene iz odpadajočega listja in vej ter mrtvih dreves, in se nenehno razgrajuje. Po drugi strani pa širokolistna drevesa, kot je māhoe (Melicytus ramiflorus), dobijo dober del hranil v globlji mineralni plasti prsti. Čeprav je njegov hranilni koreninski sistem zelo plitev, ima tudi več navzdol usmerjenih korenin, ki ga trdno zasidrajo v zemljo. Takšna trdna podlaga je potrebna, da prepreči, da bi se drevo velikosti kaurija v nevihtah in ciklonih prevrnilo.
Stelja, ki jo pusti kauri, je veliko bolj kisla kot večina dreves, in ko razpada, se sproščajo podobno kisle spojine. V procesu, znanem kot izpiranje, te kisle molekule prehajajo skozi plasti zemlje s pomočjo padavin in sproščajo druga hranila, ujeta v glini, kot sta dušik in fosfor. Zaradi tega ta pomembna hranila ostanejo nedostopna drugim drevesom, saj se sperejo v globlje plasti. Ta proces je znan kot podzol in spremeni barvo tal v dolgočasno sivo. Za posamezno drevo to pusti območje izlužene prsti pod njim, znano kot skodelica podzola. Ta proces izpiranja je pomemben za preživetje kaurija, saj tekmuje z drugimi vrstami za prostor.
Listni odpadki in drugi razpadajoči deli kaurija se razgrajujejo veliko počasneje kot pri večini drugih vrst. Poleg kislosti rastlina vsebuje tudi mikroorganizmom škodljive snovi, kot so voski in fenoli, še posebej tanini. Posledica tega je veliko kopičenje smeti okoli dna zrelega drevesa, v katerem se prehranjujejo njegove lastne korenine. Tako kot pri večini trajnic so v teh hranilnih koreninah tudi simbiotske glive, znane kot mikoriza, ki povečajo učinkovitost rastline pri sprejemanju hranil. V tem vzajemnem odnosu se gliva sama hrani iz korenin. V svojih interakcijah s prstjo lahko kauri svojim konkurentom odvzame prepotrebna hranila in tekmuje z veliko mlajšimi rodovi.

## Razširjenost

### Lokalna prostorska razporeditev
Kar zadeva lokalno topografijo, kauri še zdaleč ni naključno razpršen. Kot že omenjeno, se kauri za preživetje zanaša na to, da svojim konkurentom odvzame hrano. Vendar pa je pomemben dejavnik, o katerem do sedaj nismo razpravljali, naklon zemljišča. Voda na hribih teče navzdol pod vplivom gravitacije in s seboj odnaša hranila v tleh. Posledica tega je gradient od tal, revnih s hranili, na vrhu pobočij do tal, bogatih s hranili, spodaj. Ker se izlužena hranila nadomestijo z vodnimi nitrati in fosfati od zgoraj, je kauri drevo manj sposobno zavirati rast močnih tekmecev, kot so kritosemenke. Nasprotno pa se proces luženja okrepi le na višji nadmorski višini. V gozdu Waipoua Forest se to odraža v večji številčnosti kaurija na grebenih in večjih koncentracijah njegovih glavnih tekmecev, kot je tarairi (Beilschmiedia tarairi), na nizkih nadmorskih višinah. Ta vzorec je znan kot razdelitev niš in omogoča več kot eni vrsti, da zasede isto območje. Tiste vrste, ki živijo poleg kaurija, so tawari (Ixerba), montansko širokolistno drevo, ki ga običajno najdemo na višjih nadmorskih višinah, kjer je kroženje hranil naravno počasno.

### Spremembe v zadnjem geološkem času
Kauri raste v svojem naravnem ekosistemu severno od 38° J zemljepisne širine. Njegova južna meja se razteza od pristanišča Kawhia na zahodu do vzhodnega pogorja Kaimai. Vendar pa se je njegova porazdelitev v geološkem času močno spremenila zaradi podnebnih sprememb. To se kaže v novejši holocenski dobi z njeno selitvijo proti jugu po vrhuncu zadnje ledene dobe. V tem času, ko so zamrznjene ledene plošče prekrivale večino svetovnih celin, je kauri lahko preživel le v izoliranih žepih, njegovo glavno zatočišče pa je bilo na skrajnem severu. Radiokarbonsko datiranje je ena od tehnik, ki jih znanstveniki uporabljajo za odkrivanje zgodovine razširjenosti drevesa, pri čemer se za meritve uporablja kauri iz šotnih močvirij. Najhladnejše obdobje v zadnjem času se je zgodilo pred približno 15.000 do 20.000 leti, v tem času pa je bil kauri očitno omejen severno od Kaitaie, blizu najsevernejše točke Severnega otoka, Severnega rta. Kauri potrebuje povprečno temperaturo 17 °C ali več večji del leta. Umik drevesa se lahko uporabi kot približek za temperaturne spremembe v tem obdobju. Čeprav ga danes ni bilo, je bil polotok Aupōuri na skrajnem severu zatočišče za kauri, saj so bile v tleh prisotne velike količine kauri gumija.
Še vedno ni jasno, ali so kauri ponovno naselili Severni otok iz enega samega zatočišča na skrajnem severu ali iz razpršenih žepov izoliranih sestojev, ki so uspeli preživeti kljub podnebnim razmeram. Širil se je proti jugu skozi Whangārei, mimo Dargavilla in vse do Waikata, največjo razširjenost pa je dosegla v letih od 3000 do 2000 pred našim štetjem. Nekateri domnevajo, da se je od takrat nekoliko zmanjšal, kar lahko pomeni, da so se temperature nekoliko znižale. Na vrhuncu svojega gibanja proti jugu je potoval kar 200 metrov na leto. Njegovo širjenje proti jugu se zdi relativno hitro za drevo, ki lahko potrebuje tisočletje, da doseže popolno zrelost. To je mogoče razložiti z njegovim življenjskim vzorcem.
Kauri se pri opraševanju in razširjanju semen zanaša na veter, medtem ko semena številnih drugih avtohtonih dreves na velike razdalje prenašajo frugivori (živali, ki jedo sadje), kot je golob kererū (Hemiphaga novaeseelandiae). Vendar lahko drevesa kauri proizvedejo semena, ko so razmeroma mlada, saj potrebujejo le približno 50 let, preden dajo svoje potomce. Zaradi te lastnosti so nekako podobni pionirski vrsti, kljub dejstvu, da je njihova dolga življenjska doba značilna za K-izbrane vrste. V dobrih razmerah, kjer sta dostop do vode in sončne svetlobe nadpovprečna, lahko premeri presežejo 15 centimetrov in pridelajo semena v 15 letih.

## Regeneracija in zgodovina življenja
Tako kot se niša kaurija razlikuje po medsebojnem delovanju s tlemi, ima tudi ločeno regeneracijsko 'strategijo' v primerjavi s svojimi širokolistnimi sosedi. Razmerje je zelo podobno podokarpu in širokolistnim gozdovom južneje. Kauri zahtevajo veliko več svetlobe in potrebujejo večje vrzeli za regeneracijo kot širokolistna drevesa, kot sta pūriri (Vitex lucens) in kohekohe (Dysoxylum spectabile), ki kažejo veliko večjo toleranco na senco. Za razliko od kaurija se lahko te širokolistne vrste regenerirajo na območjih, kjer nižje ravni svetlobe dosežejo tla, na primer zaradi ene same veje, ki odpade. Drevesa kauri morajo zato ostati pri življenju dovolj dolgo, da pride do velike motnje, kar jim omogoči dovolj svetlobe za regeneracijo. Na območjih, kjer so velike količine gozda uničene, na primer s sečnjo, se sadike kaurija lahko veliko lažje regenerirajo zaradi ne le povečane sončne svetlobe, ampak tudi zaradi relativno močne odpornosti na veter in zmrzal. Kauri zasedajo nastajajočo plast gozda, kjer so izpostavljeni vremenskim vplivom; vendar so manjša drevesa, ki prevladujejo nad glavno krošnjo, zaščitena tako z rastočimi drevesi zgoraj kot med seboj. Ta manjša drevesa, ki so na odprtih območjih brez zaščite, so veliko manj sposobna obnavljanja.
Ko pride do motenj, ki so dovolj resne, da spodbujajo njihovo regeneracijo, se kauri drevesa množično regenerirajo in po vsaki motnji proizvedejo generacijo dreves podobne starosti. Porazdelitev kaurija omogoča raziskovalcem, da sklepajo, kdaj in kje so se pojavile motnje ter kako velike so lahko bile; prisotnost obilnega kaurija lahko pomeni, da je območje nagnjeno k motnjam. Kauri sadike se še vedno lahko pojavijo na območjih s slabo svetlobo, vendar se stopnje umrljivosti pri takih sadikah povečajo, tiste, ki preživijo samoredčenje in zrastejo do stopnje mladike, pa običajno najdemo v okoljih z večjo svetlobo.
V obdobjih z manj motenj kauri po navadi izgubi položaj pred širokolistnimi konkurenti, ki bolje prenašajo senčena okolja. V popolni odsotnosti motenj postane kauri redek, saj ga njegovi konkurenti izločijo. Biomasa kauri se v takšnih časih običajno zmanjša, saj se več biomase koncentrira v vrstah kritosemenk, kot je towai (Pterophylla sylvicola). Drevesa Kauri se prav tako nagibajo k temu, da postanejo bolj naključno porazdeljena po starosti, pri čemer vsako drevo umre ob drugem času, regeneracijske vrzeli pa postanejo redke in občasne. Skozi tisočletja te različne strategije regeneracije povzročijo učinek vlečenja vrvi, kjer se kauri v obdobjih zatišja umakne navzgor, nato pa med množičnimi motnjami za kratek čas prevzame nižja območja. Čeprav takšnih trendov ni mogoče opaziti v času človeškega življenja, so raziskave trenutnih vzorcev razširjenosti, obnašanja vrst v eksperimentalnih pogojih in študije usedlin cvetnega prahu pomagale osvetliti življenjsko zgodovino kaurija.
Semena Kauri se lahko na splošno vzamejo iz zrelih storžkov konec marca. Vsaka luska na storžu vsebuje eno samo krilato seme, veliko približno 5 mm × 8 mm, ki je pritrjeno na tanko krilo, ki je morda spet pol manjše. Stožec je popolnoma odprt in razpršen v samo dveh do treh dneh po začetku.
Študije kažejo, da kauri razvijejo koreninske cepiče, preko katerih si delijo vodo in hranila s sosedi iste vrste.

## Les
Tehnične specifikacije
- Vsebnost vlage v suhem lesu: 12 odstotkov
- Gostota lesa: 560 kg/m³
- Natezna trdnost: 88 MPa
- Modul elastičnosti: 9,1 GPa
- Ko se posekan kauri les posuši na 12-odstotno vsebnost vlage, je tangencialno krčenje 4,1 odstotka, radialno krčenje pa 2,3 odstotka.

Kauri velja za prvovrsten les. Belejša beljava je na splošno nekoliko lažja. Kauri ni zelo odporen proti gnitju in ga je treba pri uporabi v izdelavi čolnov zaščititi pred vremenskimi vplivi z barvo, lakom ali epoksidom, da se prepreči gnitje. Njegova priljubljenost pri izdelovalcih čolnov je posledica zelo dolgih, čistih dolžin, relativno majhne teže in čudovitega sijaja, ko je naoljen ali lakiran. Kauri se enostavno skoblja in žaga les. Njegov les zelo dobro drži vijake in žeblje in se zlahka ne razcepi, poči ali zvije. Kaurijev les s staranjem potemni v bogatejšo zlato rjavo barvo. Novozelandskega kaurija se zdaj proda zelo malo, najpogosteje na voljo kauri na Novi Zelandiji pa je fidžijski kauri, ki je po videzu zelo podoben, a lažji.

### Močvirski kauri
Prazgodovinski kauri gozdovi so se ohranili v premočenih tleh kot močvirski kauri. Znatno število kaurijev je bilo najdenih zakopanih v slanih močvirjih, kar je posledica starodavnih naravnih sprememb, kot so vulkanski izbruhi, spremembe morske gladine in poplave. Takšna drevesa so bila radiokarbonsko datirana pred 50.000 leti ali več. Lubje in semenski storži dreves pogosto preživijo skupaj z deblom, čeprav ti deli, ko so izkopani in izpostavljeni zraku, hitro propadajo. Kakovost razkosanega lesa je različna. Nekateri so v dobri formi, primerljivi z na novo posekanimi kauriji, čeprav so pogosto svetlejše barve. Barvo je mogoče izboljšati z uporabo naravnih lazur za les, da poudarite podrobnosti zrnatosti. Po postopku sušenja se tak starodavni kauri lahko uporablja za pohištvo, ne pa za gradnjo.

## Ohranjanje
Majhni preostali žepi gozda kauri na Novi Zelandiji so preživeli na območjih, ki jih Maori niso požigali in so bila preveč nedostopna za evropske sekače. Največje območje zrelega kauri gozda je Waipoua Forest v Northlandu. Zrele in obnavljajoče se kaurije je mogoče najti tudi v drugih narodnih in regionalnih parkih, kot so gozdovi Puketi in Omahuta v Northlandu, pogorje Waitākere blizu Aucklanda in gozdni park Coromandel na polotoku Coromandel.
Pomen gozda Waipoua v zvezi s kauri je bil v tem, da je ostal edini gozd kauri, ki je ohranil svoje nekdanje nedotaknjeno stanje, in da je bil dovolj obsežen, da je razumno obljubljal trajno preživetje. 2. julija 1952 je bilo po peticiji vladi več kot 80 km²2 veliko območje Waipoua razglašeno za gozdni rezervat. Zoolog William Roy McGregor je bil ena od gonilnih sil tega gibanja, saj je o tej temi napisal 80 strani dolgo ilustrirano brošuro, ki se je izkazala za učinkovit manifest za ohranjanje narave. Skupaj z Warawara na severu Waipoua Forest vsebuje tri četrtine preostalega kaurija na Novi Zelandiji. Kauri Grove na polotoku Coromandel je še eno območje s preostalim grozdom kaurija in vključuje siamski kauri, dve drevesi s spojenim spodnjim deblom.
Leta 1921 je človekoljubni Cornishman po imenu James Trounson prodal vladi za 40.000 funtov veliko območje, ki meji na nekaj hektarjev kronskega zemljišča in naj bi vsebovalo vsaj 4000 dreves kauri. Občasno je Trounson podaril dodatna zemljišča, dokler park, znan kot Trounson, ni obsegal skupaj 4 km².
Najbolj znana primerka sta Tāne Mahuta in Te Matua Ngahere v Waipoua Forest. Ti dve drevesi sta zaradi svoje velikosti in dostopnosti postali turistični atrakciji. Tane Mahuta, imenovan po maorskem gozdnem bogu, je največji obstoječi kauri z obsegom 13,77 metra, višino debla 17,68 metrov, skupno višino 51,2 metra} in skupna prostornina vključno s krono 516,7 kubičnih metrov. Te Matua Ngahere, kar pomeni 'oče gozda', je manjši, a močnejši od Tane Mahuta, z obsegom 16,41 m. Pomembna opomba: vse zgornje meritve so bile opravljene leta 1971.
Kauri je običajen primerek drevesa v parkih in vrtovih po vsej Novi Zelandiji, cenjen zaradi značilnega videza mladih dreves, ko je vzpostavljeno malo vzdrževanja (čeprav so sadike občutljive na zmrzal).

## Odmiranje kaurija
Odmiranje kaurija je bilo opaženo v pogorju Waitākere, ki ga je v 1950-ih povzročila Phytophthora cinnamomi (gliva cimetovca), leta 1972 ponovno na otoku Great Barrier, povezano z drugim patogenom, Phytophthora agathidicida, nato pa se je razširil v gozd kauri na celini. Bolezen, znana kot odmiranje kaurija ali gniloba kaurija, naj bi bila stara več kot 300 let in povzroča porumenelost listov, redčenje krošnje, odmrle veje, lezije, ki krvavijo smolo, in propad dreves.
Phytophthora agathidicida je bila identificirana kot nova vrsta aprila 2008. Njen najbližji znani sorodnik je Phytophthora katsurae. Domneva se, da se patogen širi s čevlji ljudi ali s sesalci, zlasti divjimi prašiči. Ustanovljena je bila skupna odzivna ekipa za boj proti bolezni. Ekipa vključuje MAF Biosecurity, Oddelek za varstvo narave, regionalna sveta Aucklanda in Northlanda, regionalni svet Waikato in regionalni svet Bay of Plenty. Skupina je zadolžena za oceno tveganja, določanje metod in njihove izvedljivosti za omejitev širjenja, zbiranje več informacij (npr. kako razširjeno) in zagotavljanje usklajenega odziva. Oddelek za varstvo narave je izdal smernice za preprečevanje širjenja bolezni, vključno z držanjem določenih poti, čiščenjem obutve pred in po vstopu v gozdna območja kaurija in izogibanjem koreninam kaurija.